# Viviers-sur-Artaut
Viviers-sur-Artaut est une commune française, située dans le département de l'Aube en région Grand Est.

## Géographie
| Chervey        | Bertignolles       | Chacenay         |
| Ville-sur-Arce | Viviers-sur-Artaut |                  |
| Landreville    |                    | Loches-sur-Ource |

### Hydrographie
La commune est dans la région hydrographique « la Seine de sa source au confluent de l'Oise (exclu) » au sein du bassin Seine-Normandie. Elle est drainée par l'Artaut,.

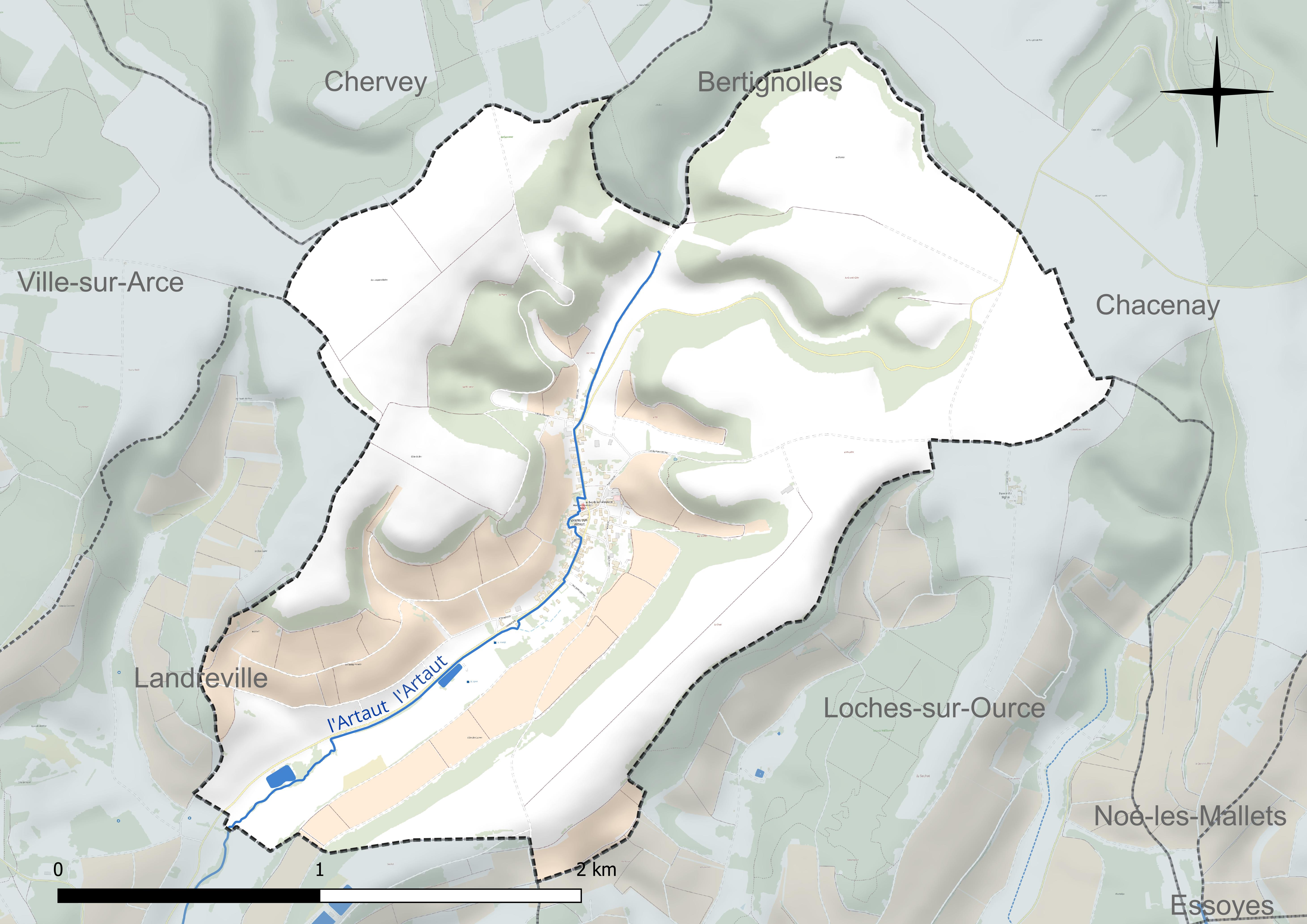
Réseau hydrographique de Viviers-sur-Artaut.

### Climat
Pour des articles plus généraux, voir Climat du Grand Est et Climat de l'Aube.
En 2010, le climat de la commune est de type climat océanique dégradé des plaines du Centre et du Nord, selon une étude du Centre national de la recherche scientifique s'appuyant sur une série de données couvrant la période 1971-2000. En 2020, Météo-France publie une typologie des climats de la France métropolitaine dans laquelle la commune est exposée à un climat océanique altéré et est dans la région climatique  Lorraine, plateau de Langres, Morvan, caractérisée par un hiver rude (1,5 °C), des vents modérés et des brouillards fréquents en automne et hiver. 
Pour la période 1971-2000, la température annuelle moyenne est de 10,3 °C, avec une amplitude thermique annuelle de 15,9 °C. Le cumul annuel moyen de précipitations est de 861 mm, avec 12,7 jours de précipitations en janvier et 8,8 jours en juillet. Pour la période 1991-2020, la température moyenne annuelle observée sur la station météorologique de Météo-France la plus proche, « Celles-sur-ource », sur la commune de Celles-sur-Ource à 8 km à vol d'oiseau, est de 11,4 °C et le cumul annuel moyen de précipitations est de 747,2 mm. 
La température maximale relevée sur cette station est de 40,6 °C, atteinte le 25 juillet 2019 ; la température minimale est de −15 °C, atteinte le 1er mars 2005,,. 
Les paramètres climatiques de la commune ont été estimés pour le milieu du siècle (2041-2070) selon différents scénarios d'émission de gaz à effet de serre à partir des nouvelles projections climatiques de référence DRIAS-2020. Ils sont consultables sur un site dédié publié par Météo-France en novembre 2022.

## Urbanisme

### Typologie
Au 1er janvier 2024, Viviers-sur-Artaut est catégorisée commune rurale à habitat dispersé, selon la nouvelle grille communale de densité à 7 niveaux définie par l'Insee en 2022.
Elle est située hors unité urbaine et hors attraction des villes,.

### Occupation des sols
L'occupation des sols de la commune, telle qu'elle ressort de la base de données européenne d’occupation biophysique des sols Corine Land Cover (CLC), est marquée par l'importance des territoires agricoles (75,2 % en 2018), en diminution par rapport à 1990 (80,2 %). La répartition détaillée en 2018 est la suivante : 
terres arables (58,6 %), forêts (19,8 %), cultures permanentes (16,6 %), zones urbanisées (5 %). L'évolution de l’occupation des sols de la commune et de ses infrastructures peut être observée sur les différentes représentations cartographiques du territoire : la carte de Cassini (XVIIIe siècle), la carte d'état-major (1820-1866) et les cartes ou photos aériennes de l'IGN pour la période actuelle (1950 à aujourd'hui).

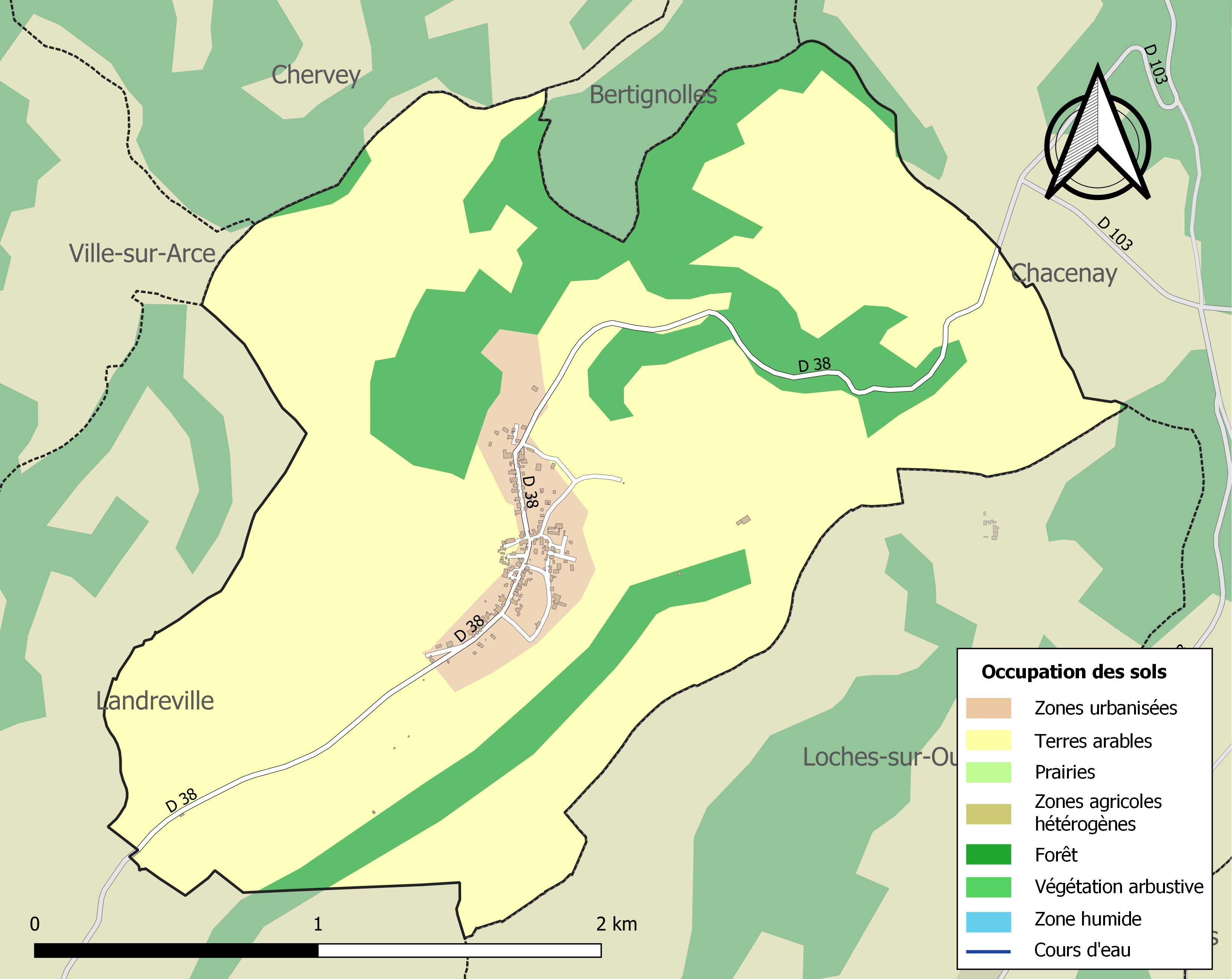
Carte des infrastructures et de l'occupation des sols de la commune en 2018 (CLC).

## Toponymie
Viviers : du latin vivarium (« vivier »). L'ajout de /Artaut, affluent de l'Ource, date de 1479 et a été enregistré par décret du 4 février 1919.

## Histoire
Le premier seigneur certain est Erard II de Chacenay en 1205, il y avait fours et pressoirs banaux.
Au XVIIe siècle, le village est le seul du comté de Bar qui eut encore des familles de protestants, en 1698, trois familles émigraient et il restait six familles au village, les dernières durent abjurer.
En 1789, le village dépendait de l'intendance et de la généralité de Dijon, de l'élection et du bailliage de Bar-sur-Seine.

### Prieuré st-Gengoul
Il se trouvait un prieuré à trois-quarts de lieue qui dépendait de l'abbaye de Montiéramey, le prieur en était le seigneur de Viviers. Il aurait été formé à partir d'une cella appartenant à Molesme en 1085 et était mentionné comme prieuré en 1178.
L'abbaye de Montiéramey possédait aussi une chapelle Saint-Victor en 1177.

## Politique et administration
| Période                                  | Période  | Identité                                     | Étiquette | Qualité              |
| ---------------------------------------- | -------- | -------------------------------------------- | --------- | -------------------- |
| avant 1995                               | ?        | Jeanne Robert                                | DVD       |                      |
| mars 2001                                | 2014     | Armandina Teixeira                           |           |                      |
| mars 2014                                | En cours | Michel Cornet Réélu pour le mandat 2020-2026 | DVD       | Agriculteur retraité |
| Les données manquantes sont à compléter. |          |                                              |           |                      |

## Démographie

### Évolution démographique
L'évolution du nombre d'habitants est connue à travers les recensements de la population effectués dans la commune depuis 1793. Pour les communes de moins de 10 000 habitants, une enquête de recensement portant sur toute la population est réalisée tous les cinq ans, les populations de référence des années intermédiaires étant quant à elles estimées par interpolation ou extrapolation. Pour la commune, le premier recensement exhaustif entrant dans le cadre du nouveau dispositif a été réalisé en 2007.

En 2022, la commune comptait 120 habitants, en évolution de −4 % par rapport à 2016 (Aube : +0,7 %, France hors Mayotte : +2,11 %).
| 1793 | 1800 | 1806 | 1821 | 1831 | 1836 | 1841 | 1846 | 1851 |
| ---- | ---- | ---- | ---- | ---- | ---- | ---- | ---- | ---- |
| 310  | 378  | 365  | 327  | 360  | 343  | 343  | 349  | 353  |

| 1856 | 1861 | 1866 | 1872 | 1876 | 1881 | 1886 | 1891 | 1896 |
| ---- | ---- | ---- | ---- | ---- | ---- | ---- | ---- | ---- |
| 308  | 333  | 305  | 280  | 271  | 279  | 284  | 270  | 272  |

| 1901 | 1906 | 1911 | 1921 | 1926 | 1931 | 1936 | 1946 | 1954 |
| ---- | ---- | ---- | ---- | ---- | ---- | ---- | ---- | ---- |
| 267  | 222  | 193  | 170  | 143  | 132  | 116  | 83   | 83   |

| 1962 | 1968 | 1975 | 1982 | 1990 | 1999 | 2006 | 2007 | 2012 |
| ---- | ---- | ---- | ---- | ---- | ---- | ---- | ---- | ---- |
| 66   | 98   | 112  | 116  | 126  | 125  | 117  | 116  | 115  |

| 2017 | 2022 | - | - | - | - | - | - | - |
| ---- | ---- | - | - | - | - | - | - | - |
| 128  | 120  | - | - | - | - | - | - | - |

### Pyramide des âges
La population de la commune est relativement jeune.
En 2018, le taux de personnes d'un âge inférieur à 30 ans s'élève à 29,7 %, soit en dessous de la moyenne départementale (35,2 %). À l'inverse, le taux de personnes d'âge supérieur à 60 ans est de 18,8 % la même année, alors qu'il est de 27,7 % au niveau départemental.
En 2018, la commune comptait 65 hommes pour 61 femmes, soit un taux de 51,59 % d'hommes, largement supérieur au taux départemental (48,59 %).
Les pyramides des âges de la commune et du département s'établissent comme suit.
| Hommes | Classe d’âge | Femmes |
| ------ | ------------ | ------ |
| 0,0    | 90 ou +      | 1,6    |
| 4,5    | 75-89 ans    | 6,5    |
| 13,6   | 60-74 ans    | 11,3   |
| 31,8   | 45-59 ans    | 37,1   |
| 24,2   | 30-44 ans    | 9,7    |
| 7,6    | 15-29 ans    | 16,1   |
| 18,2   | 0-14 ans     | 17,7   |

| Hommes | Classe d’âge | Femmes |
| ------ | ------------ | ------ |
| 0,8    | 90 ou +      | 2,1    |
| 7,4    | 75-89 ans    | 10,2   |
| 17,4   | 60-74 ans    | 18,4   |
| 19,4   | 45-59 ans    | 19     |
| 17,8   | 30-44 ans    | 17,3   |
| 18,3   | 15-29 ans    | 15,9   |
| 19     | 0-14 ans     | 17,1   |

## Culture locale et patrimoine

### Lieux et monuments
- Église Saint-Victor de Viviers-sur-Artaut.

### Héraldique
| Blason de Viviers-sur-Artaut | Blason  | Parti : au 1er d'argent au cep de vigne au naturel sur un échalas de sable, au 2e d'azur à la bande d'argent côtoyée de deux cotices potencées et contre-potencées d'or. |
| Blason de Viviers-sur-Artaut | Détails | Adopté par la municipalité. |